# بيرت مارلي
بيرت مارلي هو مدرس وسياسي أمريكي، ولد في 1 مايو 1948 في بروفو في الولايات المتحدة. نشط حزبياً في الحزب الديمقراطي. وقد انتخب عضو مجلس ولاية أيداهو ‏.